# En historia från Halland
En historia från Halland är en novell av Selma Lagerlöf som ingår i skriftsamlingen Troll och människor.

## Handling
Den halländske bondpojken Sigurd i Bredane blir vän med tattaren Jan med de svarta ögonen och följer honom som en lojal hund, ända tills han blir anklagad för en häststöld som Jan begått. När tattaren istället för att hjälpa sin oskyldigt anklagade kamrat vittnar mot honom, öppnas Sigurds ögon: "I det ögonblicket, då han hade sett Tattar-Jan in i själen och uppdagat att han innerst inne var falsk och hård, blev han löst från många års förtrollning, och det var glädje i hans själ över att den nu fick bli fri igen."
Sigurd blir dömd till flera års straffarbete och beslutar sig för att så snart han blir fri igen återvända till sitt fädernegods. Där vill han fortsätta den kamp mot flygsanden som hans far och förfäder outtröttligt fört. Alla gårdar runtomkring hade blivit övergivna och öde när skogen oförståndigt huggits ner och flygsanden tagit över. Men Sigurds ättefar var en sådan man som inte kunde tolerera att bli tvingad att flytta mot sin vilja. Och på samma sätt hade det varit med hans ättlingar efter honom.
Nu vill Sigurd följa i förfädernas fotspår och lyckas också bättre än de. Han lär sig att inte bara tillfälligt hejda sanden, utan att binda den för alltid genom att plantera strandråg och tallträd. Djupt under sanden upptäcker han ett lager av märgel. Han vet vad det är värt och blir som yr av glädje. Han ser redan sig själv som ägare till en stor och välmående gård.
Han kommer ihåg att Jan en gång visade honom märgeln. Jan visste mycket väl vad den var värd, men föredrog ändå att dra omkring som tiggare. Jan var en tattare och kunde inte stå ut med att vara bunden till en plats: "Han måste vara fri; han måste när som helst kunna draga vart han behagade." Men den tanken väcker varken hat eller bitterhet hos Sigurd:
"Han förstod, att tattaren var av en annan art än han och måste leva så, som hans art bjöd honom. Om det lände till lycka eller olycka för honom själv och för andra, så måste han dock vara sådan, som naturen hade danat honom." 